# Pygmaeorchis brasiliensis
Pygmaeorchis brasiliensis är en orkidéart som beskrevs av Alexander Curt Brade. Pygmaeorchis brasiliensis ingår i släktet Pygmaeorchis och familjen orkidéer. Inga underarter finns listade i Catalogue of Life.